# 横田砂選
横田 砂選（よこた さえり、8月7日 - ）は、ナレーター、声優、元リポーター。千葉県出身。父は作曲家の横田昌久。
千葉県立船橋東高校、神田外語学院英会話本科卒。リポーター活動の前には松下電工に勤務していた。かつてユカイナルサテライトメンバーであった。

## 出演

### テレビ番組（リポーターとして）
- ルックルックこんにちは（日本テレビ）[1]
- スーパーモーニング（テレビ朝日）

### テレビ番組（ナレーション）
- ダウトをさがせ!（TBSテレビ）
- さんまのからくりTV（TBSテレビ）

### テレビ番組（アニメ）
- 宇宙船サジタリウス（テレビ朝日） - ナナ役
- F-エフ（フジテレビ） - 看護婦役
- サクラクエスト（2017年、TOKYO MX） - 美智代[2]役
- BanG Dream!（2019年、TOKYO MX） - トメ役

### テレビ番組（その他）
- あいうえお（1987年度 - 1988年度、NHK Eテレ） - ピンクちゃん役
- 代議士の妻たち （TBS） - お手伝い役
- 加トちゃんケンちゃんごきげんテレビ （TBS） - 「探偵物語」の空港の案内係役
- 世界で一番くだらない番組（フジテレビ） - ツメオカさん役
- 美少女仮面ポワトリン 第7話「アイドルじゃない・・・・」（フジテレビ） - 司会者役
- 不思議少女ナイルなトトメス 第36話「眠れる森の夢喰う悪魔」（フジテレビ） - 眠れる森のナイルの悪魔役
- 世にも奇妙な物語 第3シリーズ 「不幸の伝説」（フジテレビ） - リエの声
- 有言実行三姉妹シュシュトリアン 第18話「ETおばさんのカーネーション」（フジテレビ） - タンポポ役
- ブルーブラッド シーズン2（ユニバーサルチャンネル） - 吹き替え
- 世界まるごとHOWマッチ（TBS） - 声の出演

### ラジオ番組
- ことばのきょうしつ2年生（学校放送 - NHKラジオ第2放送）
- ことばの教室4年生（学校放送 - NHKラジオ第2放送）
- おはなしの旅（学校放送 - NHKラジオ第2放送）

### 映画
- アニメ三銃士 アラミスの冒険 （松竹）

### 海外ドラマ（吹き替え）
- ヘチ　王座への道（SBS） - 仁元王后役<ナム・ギエ>